# باشگاه فوتبال فوجی‌ئدا
باشگاه فوتبال فوجی‌ئدا ژاپنی: 藤枝MYFC باشگاه فوتبالی در شهر استان شیزوئوکا، ژاپن است که در جی‌لیگ ۳ بازی می‌کند. این باشگاه در سال ۲۰۰۹ میلادی پایه‌گذاری شده است.